# Oncoba spinosa
Oncoba spinosa är en videväxtart. Oncoba spinosa ingår i släktet Oncoba och familjen videväxter.

## Underarter
Arten delas in i följande underarter:
- O. s. sidamensis
- O. s. spinosa

## Bildgalleri

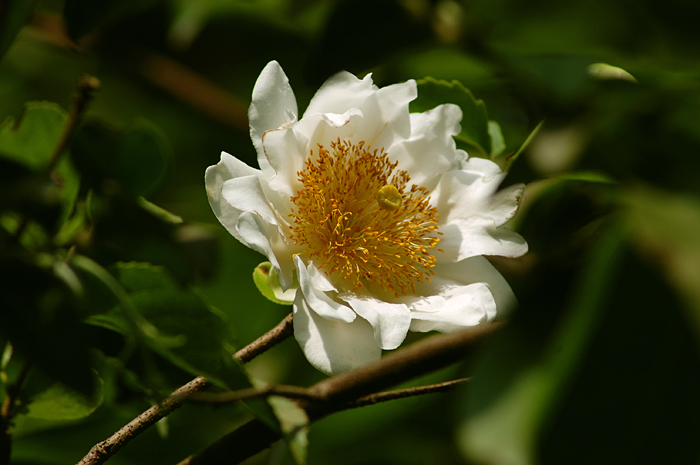
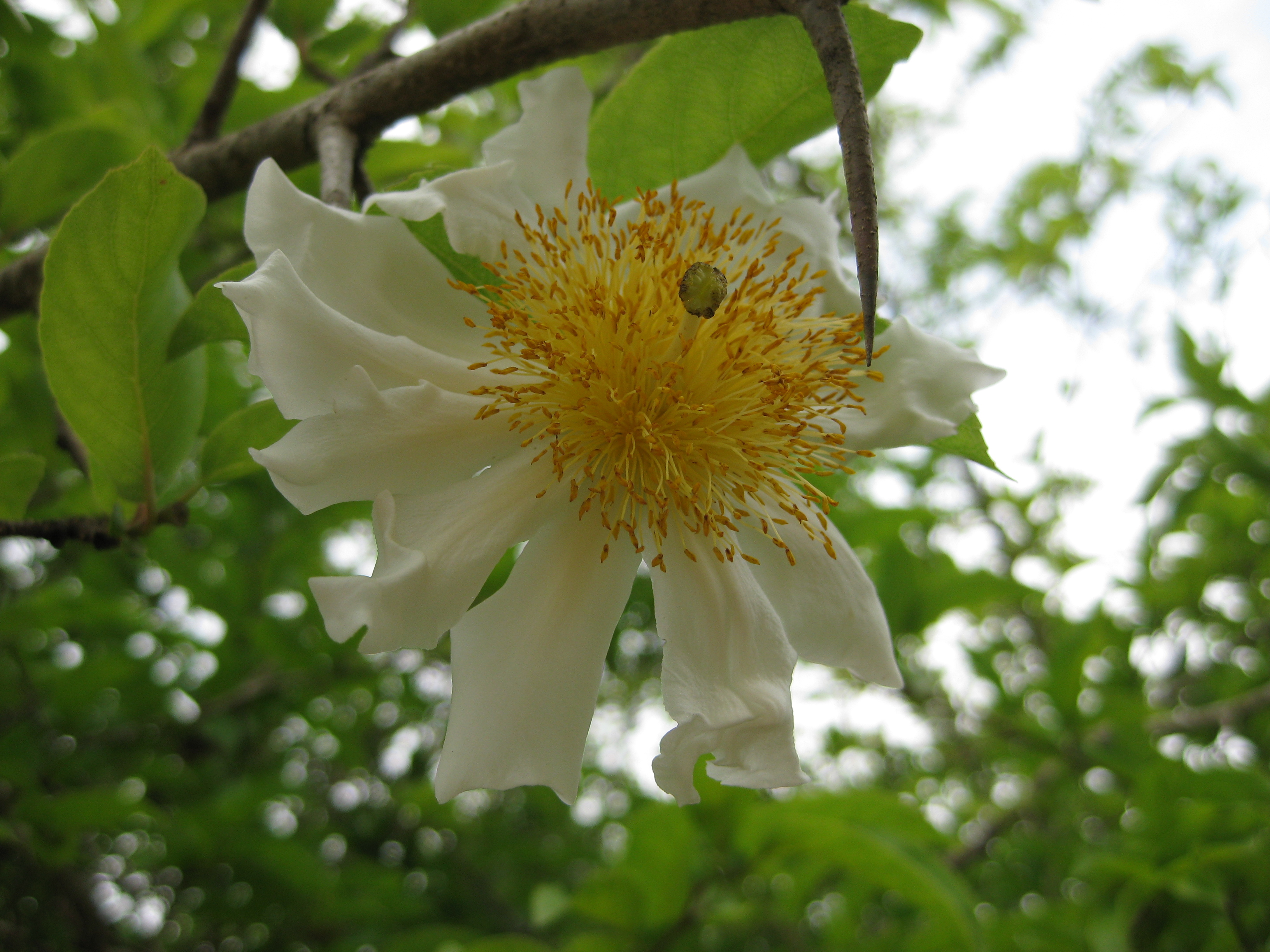